# Immoeast

Immobilien-Aktivitäten der Immoeast AG im Geschäftsjahr 2007/08

Die Immoeast AG war eine österreichische Immobiliengesellschaft mit Hauptsitz in Wien, deren Spezialisierung auf Immobilienmärkten in Zentral- und Osteuropa lag und die im Jahr 2010 mit der Immofinanz AG verschmolzen worden ist.

## Geschichte
Das Unternehmen wurde im November 1999 als Tochterunternehmen der Immofinanz AG gegründet, die 54,63 Prozent der Anteile hielt. 
Die Immoeast AG wurde gemäß Verschmelzungsvertrag vom 21. Jänner 2010 als übertragende Gesellschaft mit der Immofinanz AG als übernehmende Gesellschaft verschmolzen.